# Multimedia Broadcast Multicast Service
Multimedia Broadcast Multicast Service (MBMS) är en teknik som möjliggör överföring av digital video till bland annat mobila enheter som till exempel mobiltelefoner.